# Liste der Kulturdenkmäler in Weyher in der Pfalz
In der Liste der Kulturdenkmäler in Weyher in der Pfalz sind alle Kulturdenkmäler der rheinland-pfälzischen Ortsgemeinde Weyher in der Pfalz aufgeführt. Grundlage ist die Denkmalliste des Landes Rheinland-Pfalz (Stand: 14. August 2023).

## Denkmalzonen
| Bezeichnung          | Lage | Baujahr                 | Beschreibung | Bild            |
| -------------------- | --- | ----------------------- | --- | --------------- |
| Denkmalzone Ortskern | Borngasse 1–13 (ohne Nr. 5 und 7) und 2–6; Josef-Mayer-Straße 1–33 und 2–20; Kehrstraße 1–31 und 2–12; Kirchstraße 8–19; Oberdorf 1–13 und 2–8 Lage | 16. bis 20. Jahrhundert | für die Weinstraße charakteristische Winzergemeinde mit gut erhaltener Bausubstanz des 16. bis beginnenden 20. Jahrhunderts, darunter einige dorftypische öffentliche Gebäude sowie Fachwerkhäuser, zahlreiche Torbögen | Fotos hochladen |

## Einzeldenkmäler
| Bezeichnung                                | Lage                                                       | Baujahr                            | Beschreibung | Bild                           |
| ------------------------------------------ | ---------------------------------------------------------- | ---------------------------------- | --- | ------------------------------ |
| Rat- und Schulhaus                         | Borngasse 1 Lage                                           | 18. Jahrhundert                    | herrschaftlicher barocker Walmdachbau, 18. Jahrhundert | Fotos hochladen                |
| Hofanlage                                  | Borngasse 3 Lage                                           | 18. Jahrhundert                    | barocke Hofanlage, 18. Jahrhundert; Krüppelwalmdachbauten, teilweise Fachwerk | Fotos hochladen                |
| Zahnsches Haus                             | Borngasse 6 Lage                                           | 1752                               | stattlicher Barockbau, bezeichnet 1752, neufrühbarocker Volutengiebel und Zwerchhaus, Ende des 19. Jahrhunderts                                                                                    | Fotos hochladen                |
| Wohnhaus                                   | Josef-Meyer-Straße 2 Lage                                  | 18. Jahrhundert                    | eingeschossiges barockes Wohnhaus, Fachwerkgiebel, wohl aus dem 18. Jahrhundert | Fotos hochladen                |
| Wohnhaus                                   | Josef-Meyer-Straße 6 Lage                                  | 1715                               | stattlicher barocker Walm- und Krüppelwalmdachbau, bezeichnet 1715; Reliefstein, bezeichnet 1715 (Bild)                                                                                            | weitere Bilder Fotos hochladen |
| Skulptur                                   | Josef-Meyer-Straße, an Nr. 20 Lage                         | um 1750                            | Figur des Guten Hirten, um 1750 | Fotos hochladen                |
| ehemaliges Rathaus                         | Josef-Meyer-Straße 25 Lage                                 | 1608                               | Walmdachbau, Arkadenhalle, Nischenskulptur, polygonaler Treppenturm; bezeichnet 1608, im 18. Jahrhundert barock überformt                                                                          | Fotos hochladen                |
| ehemaliger Duras’scher Hof                 | Josef-Meyer-Straße 27 Lage                                 | frühes 17. Jahrhundert             | Krüppelwalmdachbau, teilweise Fachwerk, im Kern wohl aus dem frühen 17. Jahrhundert, im 18. und 19. Jahrhundert überformt; barocker Torbau, Walmdach, bezeichnet 1756 (Bild)                       | weitere Bilder Fotos hochladen |
| Wegekreuz                                  | Josef-Meyer-Straße, bei Nr. 33 Lage                        | 1728                               | Wegekreuz auf Tischsockel, barock, bezeichnet 1728 | Fotos hochladen                |
| Skulptur                                   | Kehrgasse, an Nr. 5 Lage                                   | 16. Jahrhundert                    | spätgotische Wandnische mit Pietà, 16. Jahrhundert | Fotos hochladen                |
| Wegekreuz                                  | Kehrgasse, bei Nr. 10 Lage                                 | 1701                               | Wegekreuz, barock, auf Tischsockel, bezeichnet 1701 | Fotos hochladen                |
| Torbogen                                   | Kehrgasse, an Nr. 13 Lage                                  | 1596                               | Renaissance-Torbogen, bezeichnet 1596 | Fotos hochladen                |
| Katholische Pfarrkirche St. Peter und Paul | Kirchgasse 9 Lage                                          | frühes 15. Jahrhundert             | Saalbau, frühes 15. Jahrhundert, Umbau 1712–16, Nordportal bezeichnet 1588 (Bild), Westportal bezeichnet 1712                                                                                      | weitere Bilder Fotos hochladen |
| Kriegerdenkmal und Grabmäler               | Kirchgasse, bei Nr. 9 auf dem Kirchhof Lage                | ab 1663                            | Kriegerdenkmal 1914/18, Sandsteinkreuz, Metallkorpus, 1920er Jahre; zwei Grabkreuze, Rotsandstein, bezeichnet 1663 bzw. 1670; Grabmal Familie Traitteur, klassizistische Stele mit Rundbogenblende | Fotos hochladen                |
| Frühmesshaus                               | Kirchgasse 10 Lage                                         | zweite Hälfte des 18. Jahrhunderts | spätbarocker Krüppelwalmdachbau, zweite Hälfte des 18. Jahrhunderts | Fotos hochladen                |
| Wachthaus                                  | Kirchgasse 11 Lage                                         | 18. Jahrhundert                    | ehemaliges Wachthaus mit Arrestzelle; barocker Walmdachbau, 18. Jahrhundert | Fotos hochladen                |
| Gasthaus                                   | Kirchgasse 19 Lage                                         | 1797                               | spätbarocker Walmdachbau, bezeichnet 1797 | Fotos hochladen                |
| Bildstock                                  | Modenbachstraße, gegenüber Nr. 3 Lage                      | 17. oder 18. Jahrhundert           | Bildstock, barock, 17. oder 18. Jahrhundert | Fotos hochladen                |
| Hofanlage                                  | Oberdorf 36 Lage                                           | 16. bis 19. Jahrhundert            | Dreiseithof, 16. bis 19. Jahrhundert; eingeschossiges Wohnhaus mit Krüppelwalmdach, bezeichnet 1728; Wappenstein am Hoftor, bezeichnet 1599; Rückgebäude, bezeichnet 1792; Garten                  | Fotos hochladen                |
| Villa Julie                                | Oberdorf 59 Lage                                           | 1903/04                            | Villa, Landhausstil, 1903/04 | Fotos hochladen                |
| Grenzstein                                 | Rhodter Straße, bei Nr. 6 Lage                             | um 1800                            | Grenzstein mit einbeschriebenem Schlüssel, um 1800 (?) | Fotos hochladen                |
| Wegekreuz                                  | Spring, bei Nr. 5 Lage                                     | 18. Jahrhundert                    | Wegekreuz, barock, 18. Jahrhundert, Metallkorpus 19. Jahrhundert | Fotos hochladen                |
| Weißes Bild                                | südöstlich des Ortes; Flur Herrengarten Lage               | 1749                               | auch Weiße Muttergottes; barocke Immakulata, bezeichnet 1749 | Fotos hochladen                |
| Bildstock                                  | südwestlich des Ortes an der L 506; Flur Auf dem Berg Lage | 1753                               | barocker Bildstock, bezeichnet 1753 | Fotos hochladen                |
| Mariengrotte                               | südwestlich des Ortes; Distrikt Blättersberg Lage          | um 1904                            | Mariengrotte, um 1904 | Fotos hochladen                |